# Selaginella moratii
Selaginella moratii là một loài dương xỉ trong họ Selaginellaceae. Loài này được Rauh & W. Hagemann mô tả khoa học đầu tiên năm 1991.